# Liste der Bodendenkmale in Neukirch (bei Königsbrück)
In der Liste der Bodendenkmale in Neukirch sind die Bodendenkmale der Gemeinde Neukirch und ihrer Ortsteile nach dem Stand der Auflistung von Harald Quietzsch und Heinz Jacob aus dem Jahr 1982 aufgelistet. Eventuelle Änderungen und Ergänzungen, insbesondere aus der Zeit nach der Wende, sind nicht berücksichtigt, da für Sachsen aktuell keine neueren allgemein zugänglichen Bodendenkmallisten vorliegen. Die Baudenkmale sind in der Liste der Kulturdenkmale in Neukirch (bei Königsbrück) aufgeführt.
| Denkmal-ID | Fundart             | Ortsteil  | Bezeichnung                            | Zeitstellung    | Lage | Bemerkungen | Bild |
| ---------- | ------------------- | --------- | -------------------------------------- | --------------- | --- | --- | ---- |
| ?          | Grabmal > Grabhügel | Koitzsch  | Hügelgrab                              | Bronzezeit      | südöstlich des Orts im Wald, westlich der Kreuzung der Poststraße und des Scherrwegs                                     | wahrscheinlich Überrest einer ursprünglich größeren Gruppe, Schutz seit 29. September 1971                         |      |
| ?          | besonderer Stein    | Neukirch  | Gruppe von 2 Steinkreuzen              | Spätmittelalter | nordnordwestlich des Orts, zwischen dem Fußweg nach Gottschdorf und dem Wasserstrich, auf der Flurgrenze mit Gottschdorf | Axteinzeichnung auf einem Kreuz, Schutz seit 12. Oktober 1971                                                      |      |
| ?          | Grabmal > Grabhügel | Schmorkau | Gruppe von noch 2 Hügelgräbern         | Bronzezeit      | nordöstlich des Orts, nordöstlich der Ihlenhäuser, im Waldstück westlich der Bahnstrecke                                 | wahrscheinlich Überrest einer ursprünglich größeren Gruppe, Schutz seit 1. Oktober 1941, erneuert 15. Februar 1957 |      |
| ?          | Grabmal > Grabhügel | Schmorkau | Gruppe von 4 vermutlichen Hügelgräbern | Bronzezeit?     | ostnordöstlich des Orts im Ihlenwald, 100 m nördlich der Straße nach Neukirch am nach Nordwesten führenden Weg           | zwei Hügel stark gestört, Schutz seit 1. Oktober 1941, erneuert 15. Februar 1957                                   |      |
| ?          | Grabmal > Grabhügel | Schmorkau | Gruppe von 10 Hügelgräbern             | Bronzezeit?     | nordöstlich des Orts, östlich der Bahnstrecke im Wald, nördlich des Rollwegs                                             | teilweise gegraben                                                                                                 |      |
| ?          | besonderer Stein    | Weißbach  | Gruppe von 2 Steinkreuzen              | Spätmittelalter | südsüdwestlich des Orts im Wald, nordnordwestlich der Straße nach Königsbrück                                            | Lanzeneinzeichnung auf einem Kreuz, Schutz seit 27. Oktober 1971                                                   |      |
| ?          | besonderer Stein    | Weißbach  | Steinkreuz                             | Spätmittelalter | südwestlich des Orts im Wald, südöstlich an der Straße nach Königsbrück                                                  | Axteinzeichnung, Schutz seit 27. Oktober 1971                                                                      |      |